# Blood Island (film)
Pour les articles homonymes, voir Blood Island et Bedevilled.
Pour plus de détails, voir Fiche technique et Distribution.
Blood Island (김복남 살인사건의 전말, Kim Bok-nam salinsageonui jeonmal ; titre international : Bedevilled) est un film coréen sorti en 2010 réalisé par Jang Cheol-soo. Il a été projeté pour la première fois au festival de Cannes.

## Synopsis
Hae-won est une trentenaire travaillant à Séoul. Un jour, elle est témoin d'une agression. Au même moment, elle a des problèmes au travail. Elle se voit alors obligée de prendre des vacances et décide de se rendre sur une petite île isolée appelée « Moodo ». Là, elle rejoint une amie d'enfance Bok-nam qui continue à lui écrire souvent même si Hae-won ne prend pas la peine de lui répondre. En arrivant sur l'île, elle se rend compte que son amie est réduite à un état d'esclavage.

## Fiche technique
- Titre : Blood Island
- Titre québécois : L'Île sanglante
- Titre international : Bedevilled
- Titre original : 김복남 살인사건의 전말 (Kim Bok-nam salinsageonui jeonmal)
- Réalisation : Jang Cheol-soo
- Scénario : Choi Gwan-young
- Musique : Kim Tae-seong
- Photographie : Kim Gi-tae
- Montage : Kim Mi-joo
- Production : Park Kuy-young
- Société de production : Filma Pictures et Tori Pictures
- Pays :  Corée du Sud
- Langue originale : Coréen
- Genre : Drame, horreur et thriller
- Durée : 115 minutes
- Date de sortie : 
  -  France : 14 mai 2010 (festival de Cannes), 3 mai 2011 (vidéo)
  -  Corée du Sud : 2 septembre 2010
- Film interdit aux moins de 16 ans

## Distribution
- Seo Young-hee : Bok-nam
- Ji Sung-won : Hae-won
- Hwang Min-ho : l'escroc
- Lee Ji-eun : Kim Yeon-hee
- Park Jeong-hak : Man-jong
- Ahn Jang-hun : M. Jang
- Bae Sung-woo : Cheol-jong
- Chae Shi-hyeon : Mi-ran

## Distinctions
- Grand prix du Festival du film fantastique de Gérardmer 2011.